# Willoughby Hills
Willoughby Hills – miasto w Stanach Zjednoczonych, w północno-wschodniej części stanu Ohio, w pobliżu jeziora Erie.
Liczba mieszkańców w 2000 roku wynosiła 8595.